# Them Again
Them Again är det andra och skulle det visa sig sista studioalabumet av den irländska musikgruppen Them. Albumet lanserades i januari 1966 på Decca Records. Albumet listnoterades inte i Stobritannien, men i USA där det släpptes några månader senare nådde det plats 138 på Billboard 200-listan. Albumet innehåller ingen större hitlåt, men "I Can Only Give You Everything" kom att bli en populär cover bland 1960-talsgrupper och spelades bland annat in av MC5 och The Troggs.
Liksom gruppens första och mer kända album The Angry Young Them betingar originalutgåvor i bra skick ett högt pris bland skivhandlare och skivsamlare.

## Låtlista
(upphovsman inom parentes)
De låtar som är markerade med * finns inte med på den amerikanska utgåvan av albumet. 
1. "Could You, Would You" (Van Morrison) – 3:15
2. "Something You Got" (Chris Kenner) – 2:36
3. "Call My Name" (Tommy Scott) – 2:23
4. "Turn On Your Love Light" (Deadric Malone, Joseph Wade Scott) – 2:18
5. "I Put a Spell on You" (Screamin' Jay Hawkins) – 2:40 *
6. "I Can Only Give You Everything" (Phil Coulter, Tommy Scott) – 2:43
7. "My Lonely Sad Eyes" (Van Morrison) – 2:27
8. "I Got a Woman" (Ray Charles, Renald Richard) – 3:16 *
9. "Out of Sight" (James Brown, Ted Wright) – 2:26
10. "It's All Over Now, Baby Blue" (Bob Dylan) – 3:52
11. "Bad or Good" (Van Morrison) – 2:09
12. "How Long Baby" (M. Gillon aka Tommy Scott) – 3:41
13. "Hello Josephine" (Dave Bartholomew, Fats Domino) – 2:06 *
14. "Don't You Know" (Tommy Scott) – 2:26
15. "Hey Girl" (Van Morrison) – 2:59 *
16. "Bring 'em On In" (Van Morrison) – 3:46